# 2024년 부안 지진
2024년 부안 지진은 2024년 6월 12일 오전 8시 26분 49초 대한민국 전북특별자치도 부안군 남남서쪽 4km 지역에서 발생한 규모 4.8의 지진이다. 이 지진은 함열 단층 부근에서 발생한 것으로 추정되나 확실하지 않다.

## 단층 면해
단층면해 분석 결과 주향 127°, 경사 77°, 면선각 -19° 또는 주향 221°, 경사 71°, 면선각 -166° 으로 본 지진은 북서 남동 또는 북동 남서 방향의 주향이동단층 운동에 의해 발생된 것으로 분석된다.

## 함열 단층
2024년 부안 지진은 함열 단층에서 가까운 곳에서 발생했다. 다만 함열단층은 이번 지진의 진앙과 거리가 다소 떨어진 만큼, 2016년 경주 지진 때처럼 숨어있던 단층에서 지진이 났을 가능성도 있다.
함열 단층은 원래 부여 분지의 남동쪽 경계를 이루는 단층으로 부여군에서 부안군까지 북동-남서 방향으로 이어지며, 그 존재는 한국지질자원연구원의 1:5만 지질도에서 보고된 바 있다.
이리 지질도폭(2012)에 의하면 도폭 내 지역에서 함열단층이 연장될 것으로 보이는 지역은 익산시와 군산시 사이로 넓은 평야지대가 발달하고 있다. 따라서 명확한 단층의 증거는 발견하기 어려우며, 쥬라기의 복운모화강암과 원생대의 변성퇴암의 경계를 따라서 추정단층으로 표시하였다. 5만 지질도에서는 군산시 서수면에서 임피면, 김제시 청하면, 만경읍까지 이어지는 추정 단층(inferred fault)으로 표기되어 있다.
부안 지질도폭(2013)에 의하면 동진면과 부안읍 일대의 북동-남서 방향의 단층은 본디 부여분지 남동 경계인 함열 단층의 연장에 해당한다. 부안도폭 지역에서 단층의 노두를 확인하기 어려우나 단층을 경계로 북측에는 중생대 쥐라기의 흑운모 화강암(Jbgr)이, 남측에는 복운모 화강암(Jtmgr)이 분포하고 있으며 바로 위 김제도폭 지역에서는 임피층과 복운모화강암 사이를 함열 단층이 통과한다. 부여 분지 지역에서는 백악기의 단층 운동만을 보여주고 있으나 부안 및 김제도폭 지역에서는 보다 고기(古期)의 단층운동이 있었을 것으로 추정된다.

## 진도
| MMI 진도 | 지역 |
| -------- | --- |
| V        | 전북특별자치도(김제시, 부안군, 정읍시)                                                                               |
| IV       | 전북특별자치도, 전라남도                                                                                             |
| III      | 전북특별자치도, 전라남도, 경상남도, 경상북도, 광주광역시, 대전광역시, 세종특별자치시, 인천광역시, 충청북도, 충청남도 |
| II       | 강원특별자치도, 경기도, 대구광역시, 부산광역시, 서울특별시(일부), 울산광역시(일부)                                   |

## 피해상황
- 주택에서 발생한 피해가 404건으로 많았다.[7]
- 부안요트대회, 문화행사도 지진여파로 인해 취소되었다.[8][9]
- 지진발생으로 전국에서 6건의 문화재가 훼손되는 등 피해가 발생했다.[10]

## 같이 보기
- 한국의 지진
- 한국의 지진 목록
- 함열 단층과 부여 분지
- 부안군의 지질
- 경주 지진
  - 1997년 경주 지진
  - 2016년 경주 지진